# ワラスボ
ワラスボ（藁素坊、藁苞、Odontamblyopus lacepedii）は、スズキ目ハゼ科に分類される魚の一種。日本では有明海のみに分布し、食用に漁獲される。

## 特徴

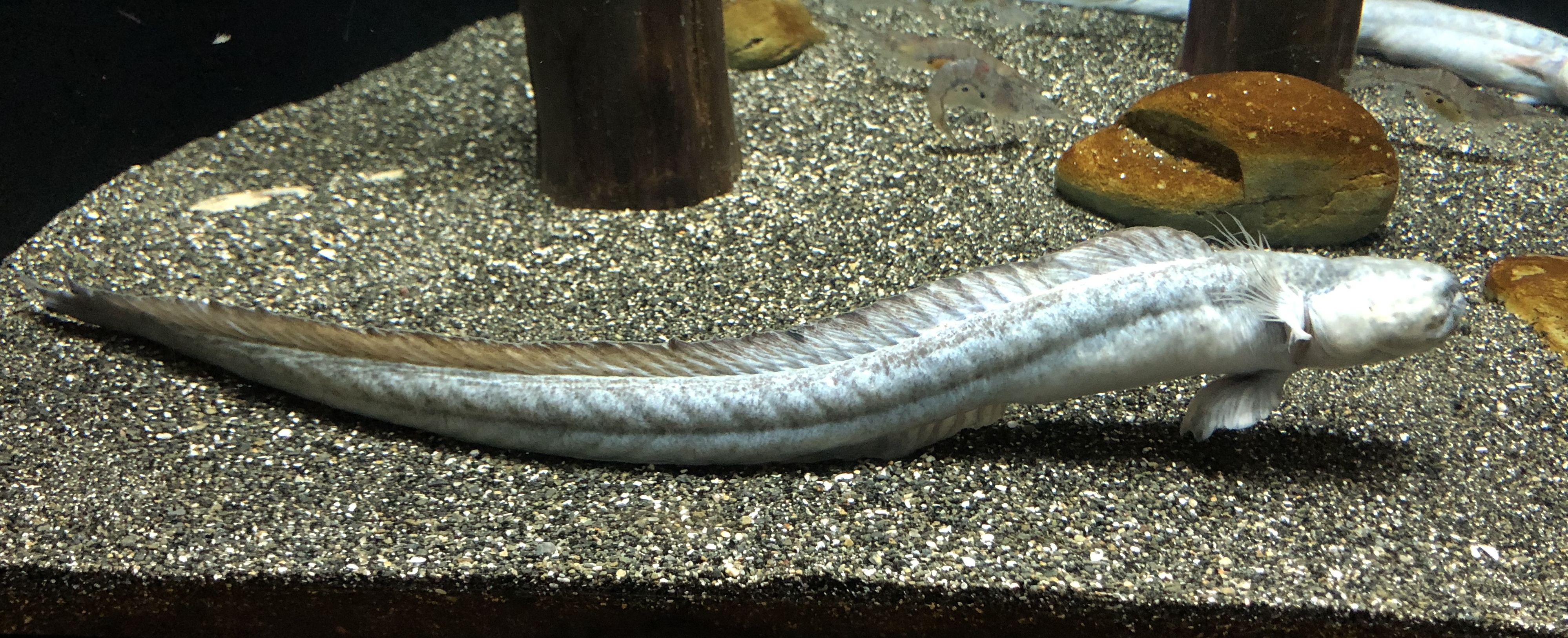
ワラスボの全身

成魚は全長40センチメートルに達し、オスの方が大きい。体形はウナギのように細長く、背鰭・尾鰭・尻鰭も繋がる。体色は青みがかっており、青灰色や赤紫色にも見える。目が退化していて、頭部にごく小さな点として確認できるのみである。上向きに開いた大きな口には牙が並び、独特の風貌をしているが、噛まれてもあまり痛くはない。鱗も退化していて、体の前半部に円形・後半に楕円形の鱗が散在する。これらの外見が海外映画『エイリアン』シリーズに登場する宇宙生物の頭部に似ていることから、メディアで採り上げられる際はしばしば「エイリアンのような魚」と比喩され、地元に漁場がある佐賀市もそう宣伝するようになった。
ハゼ科の魚ではあるが、腹鰭が吸盤になっていること以外はハゼに見えないような外見をしている。和名「ワラスボ」は、稲藁を束ねて作る筒の様な形に似るための名称と考えられる。チワラスボ（Taenioides cirratus）に似ているが、チワラスボは下顎に3対の短いひげがある点で区別する。
日本、朝鮮半島、台湾、中国に分布し、日本では有明海奥部の軟泥干潟のみに生息する。八代海の前島でも見つかったことがあるが、記録地は生息に適した軟泥干潟ではなかったため偶発的な記録と考えられる。ムツゴロウやハゼクチなどと同じく、中国大陸と九州が陸続きだった頃に有明海へ定着した大陸系遺存種と考えられている。
干潟の泥中に巣穴を掘って住み、潮が満ちると海中に泳ぎだす。食性は肉食性で、小魚や貝類、甲殻類、多毛類など小動物を幅広く捕食する。漁業者の間ではアゲマキガイを食害するとも言われていたが、胃内容物の調査では多様な小動物が検出されていて、アゲマキガイは選択肢の一つにすぎないと考えられる。
産卵期は夏で、巣穴の壁に長径2.3 - 2.6ミリメートル、短径0.6 - 0.7ミリメートルの水滴形の卵を産卵する。3日ほどで全長3.3 - 3.5ミリメートルの仔魚が孵化する。仔魚は一般的な魚のように大きな丸い目と水平に開いた口を持つが、成長するにつれ目が退化し、口が上向きになり、牙が発達する。

## 名称
学名のシノニムに下記がある。
- Amblyopus lacepedii
- Amblyopus sieboldi
- Gobioides petersenii
- Nudagobioides nankaii
- Odontamblyopus rubicundus
- Sericagobioides lighti
- Taenioides abbotti
- Taenioides limboonkengi
- Taenioides petschiliensis

ワラスボには九州各地に地方名がある。
福岡県
ワラス（柳川市）
佐賀県
スボ、ジンキチ、ジンギチ
長崎県
ドウキン、ドウキュウ（諫早市）、スボタロウ（雲仙市）

## 利用

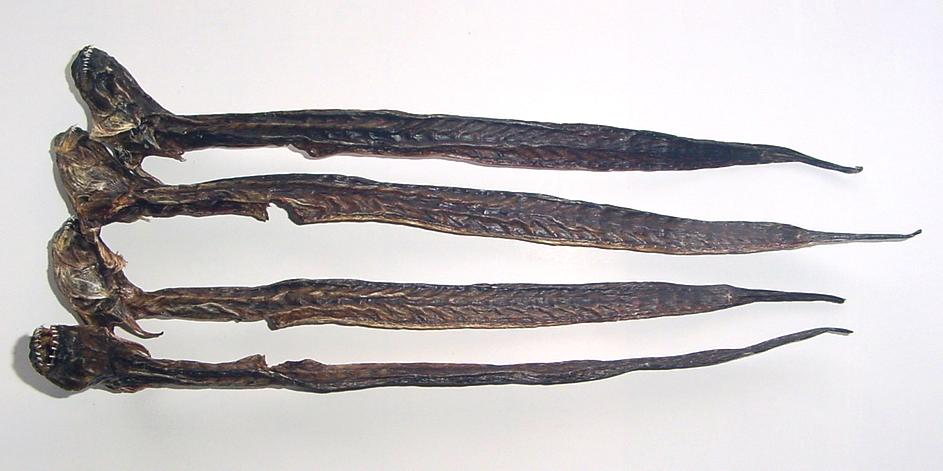
ワラスボの干物

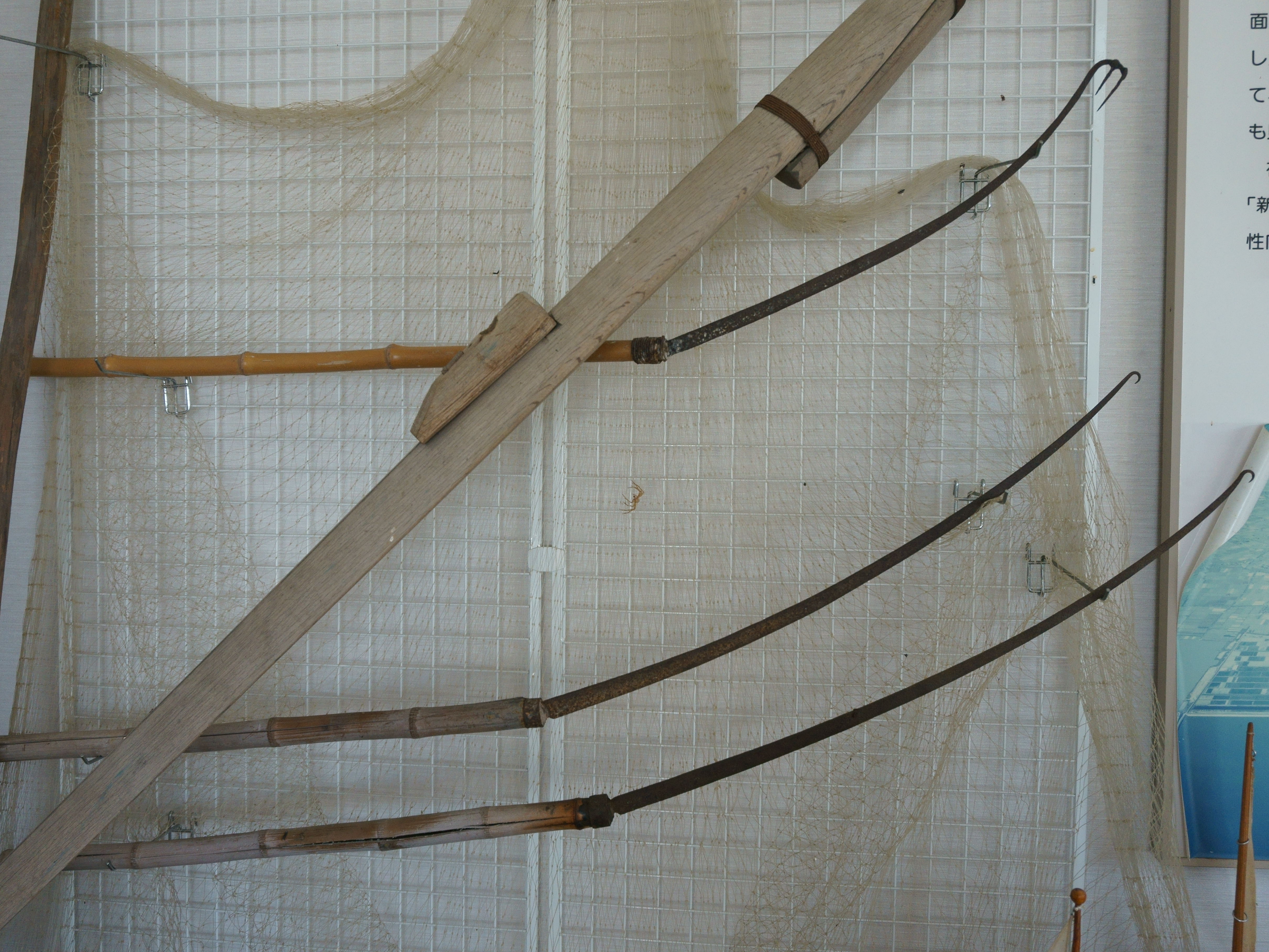
有明海で用いる「すぼかき」（下の2本）

有明海沿岸域ではチワラスボとともに各地で食用にされ、満潮時は「あんこう網」、干潮時は「すぼかき」などの伝統漁法で漁獲される。すぼかきは棒の先に付けた鉤にワラスボを引っかける伝統漁法で、潟スキーに乗って移動しながらワラスボを漁獲する。
新鮮なものは刺身、にぎり寿司、煮付け、味噌焼きなどにする。少し泥臭さ、あるいは干潟の藻のような臭いがあるが、その元は皮であるため、皮つきで調理するか否かで臭いの感じられ方は異なる。ほとんどは内臓を取り除き干物にされる。干物を短冊状に切って素焼きや素揚げなどにし、酒肴として供されることが多い。白い牙をむいた灰黒色の干物は、見た目が悪いものの香りと旨味がある。地元の土産物店や料理店では干物を販売する所もある。
かつては干物も安価で、出汁を取るのにも使用されていた。生の状態では臭みがあり、出汁には使えないという。長崎県島原半島の郷土料理六兵衛にも用いられたが、現在は鰹節などに取って代わられている。
生命力は強く、活き造りにされても頭部が動いて人を噛むことがある。前述のようなエイリアンを思わせる外見を生かして、エイリアンを商品名に冠したスープ、ラーメン、煎餅、栄養ドリンクが販売されている。かつては地元でも漁師らを除きあまりなじみはなかったが、佐賀市がエイリアンになぞらえたプロモーション映像を公開した2015年頃から知名度が高まった。

### レッドリスト掲載状況
- 絶滅危惧II類 (VU)（環境省レッドリスト）

- 熊本県レッドリスト 要注目種

日本では有明海固有種だが、干拓や環境の変化が脅威となっている。日本の環境省が作成した汽水・淡水魚類レッドリストでは2007年版から絶滅危惧II類（VU）として掲載された。

## 同属種
ワラスボ属 Odontamblyopus には5種が分類され、どれもインド太平洋の大陸沿岸に分布する。
- Odontamblyopus lacepedii (Temminck et Schlegel,1845) - ワラスボ。有明海、朝鮮半島、中国、台湾。
- O. rebecca Murdy et Shibukawa, 2003 - ベトナムに分布。
- O. roseus (Valenciennes,1837) - インド洋西部。
- O. rubicundus (Hamilton, 1822) - インド、東南アジア。
- O. tenuis (Day, 1876) - パキスタン、ミャンマー。